# 喀什职业技术学院
喀什职业技术学院是位于新疆维吾尔自治区喀什地区疏附县、喀什市的一所公办全日制高等职业学校，于2018年经新疆维吾尔自治区人民政府批准成立，隶属于喀什地区行署。现有在籍学生近1.4万人，其中高职学生近1万人、中职学生近4000人。

## 历史沿革
- 2018年10月，喀什职业技术学院经新疆维吾尔自治区人民政府批复同意成立。[1]

- 2019年5月，学校在中华人民共和国教育部备案通过，并于同年9月开始首批高职专业招生。[1]

## 院系设置
截止2025年6月，根据学校官网显示，喀什职业技术学院共有10个二级学院和继续教育学院、中职部：
- 健康医学院
- 文化与旅游学院
- 商贸流通工程技术学院
- 现代纺织服装设计学院
- 现代农学院
- 建筑与市政工程学院
- 数字信息工程学院
- 机电与能源学院
- 公共教育学院
- 马克思主义学院
- 继续教育学院
- 中职部

## 校区简介
学校设有校本部和解放南路两个校区，总占地面积1832.53亩，总建筑面积40.19万平方米。

### 校本部
喀什职业技术学院校本部位于喀什地区疏附县花城大道48号，占地1708.27亩，为学校的高职办学校区。

### 解放南路校区
喀什职业技术学院解放南路校区位于喀什地区喀什市解放南路494号，占地124.26亩，为学校的中职办学校区。